# Университетская роща
Университе́тская ро́ща — одна из главных достопримечательностей Томска, памятник природы, составная часть старинного университетского историко-архитектурного комплекса. Заложена в 1885 году при Сибирском императорском университете учёным-садовником П. Н. Крыловым.

## История
В 1819 году инженером Г. С. Батеньковым был составлен первый план городской (загородной) рощи, в середине XIX века ставшей местом культурного досуга томичей (здесь в 1848—1849 годах были построены здания Благородного собрания и театра, устраивались концерты).
В 1877 году под предполагаемый университет в Томске был выделен участок на так называемой Елани. К началу строительства эта земля была безвозмездно передана университету в полную собственность. Территория почти сплошь была покрыта лесом и называлась «Городская берёзовая роща».
Появление Университетской рощи стало возможным благодаря изменению первоначального плана строительства университета, когда вместо запланированного расположения здания главного корпуса вдоль линии улицы Садовой постройку перенесли вглубь, чтобы перед фасадом университета можно было разбить сквер.

В 1881 году приступили к ограждению университетской территории, так как «рощу нередко посещали охотники с ружьями и стреляли в ней белок».

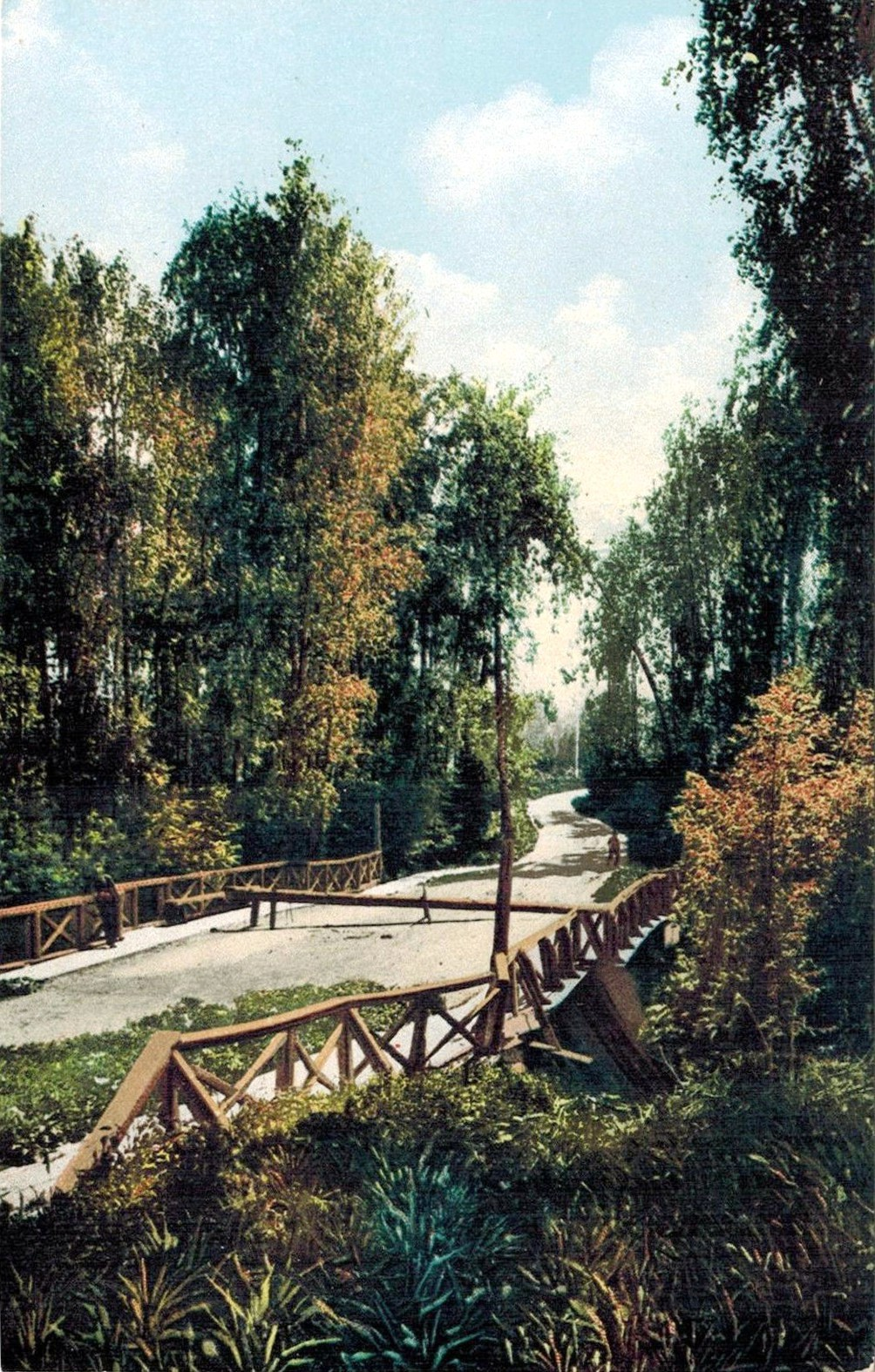
Деревянный мост через реку Медичку (Еланку).

Посещение рощи допускалось, но по выданным ректором билетам.

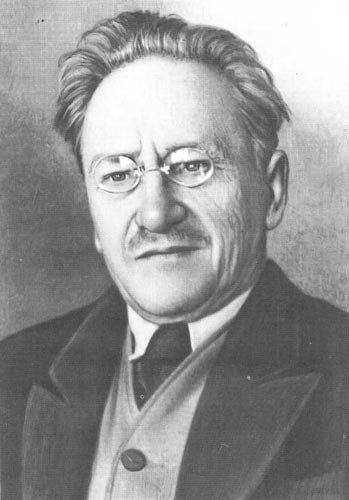
Андрей Дмитриевич Крячков.

В 1884 году построена металлическая решётчатая ограда на кирпичных столбах с зелёными металлическими крышами и торцовый тротуар вдоль Университетской рощи. Высаженные вдоль ограды деревья сформировали Александровский бульвар в память о трёх императорах, благодаря которым появился Императорский Томский университет: Александре I (в 1803 году был учреждён), Александре II (в 1878 году был основан), Александре III (в 1888 году был открыт).
В 1909 году был построен первый в Сибири железобетонный мост по проекту архитектора Крячкова, под которым протекала небольшая речка Еланка (по незнанию названная строителями университета Медичкой).
Перед фасадом главного корпуса университета было решено посадить ели, имевшие своей целью скрыть длинные «крылья» здания и помочь центральной части фасада зрительно вытянуться вверх. Все посадки производились по заранее разработанному П. Н. Крыловым плану — вначале были посажены местные хвойные породы, черёмуха, бузина, рябина. А под укрытием этих зимостойких видов кустарников и деревьев позднее были высажены растения, привезённые из Европы, Северной Америки, с Дальнего Востока.

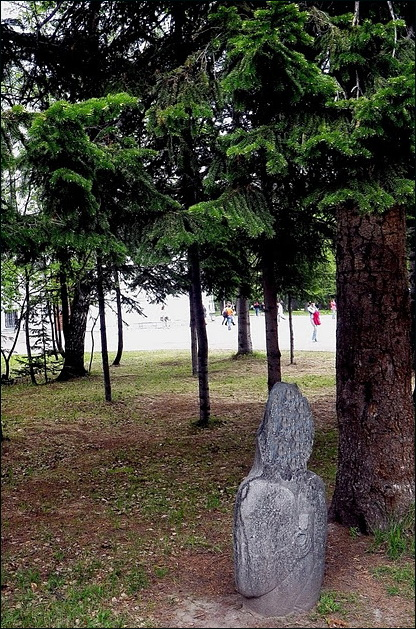
Одна из каменных баб в Университетской роще.

По сторонам центрального сквера, около фонтана, к открытию университета были установлены каменные скульптуры — надгробные памятники-портреты древнетюркских вождей VI—IX веков (русские традиционно называли их «бабами», так как в тюркских языках слово скульптура произносится как «балбал»). Со дня установления каменных баб эти изваяния успели обрасти легендами, стали неотъемлемой деталью университетской рощи.
Проект рощи, предложенный П. Н. Крыловым, был настолько удачным, что Университетская роща стала поистине памятником садово-паркового искусства.

## Флора
Южная часть рощи занята реставрированным березняком, разнотравьем, с подсадкой единичных деревьев ели и сосны, который имеет монотонный вид. Основная часть южной половины рощи покрыта густыми почти непроходимыми зарослями черёмухи в смеси с интродуцированными кустарниками и единичными деревьями местной флоры. Весь этот контур, а также участок вокруг памятника Г. Н. Потанину нуждается в реставрации растительного покрова. Удачно в южной половине рощи размещены: участок кедровых насаждений, формируемая аллея елей у памятника «Павшим за Родину», садик близ старого корпуса научной библиотеки и луговой газон с вертикальным озеленением.
Северная половина рощи характеризуется более сложным рельефом и более разнообразными местообитаниями: здесь имеются ложбинообразное понижение на месте засыпанного ручья, две небольшие чашеобразные впадины на месте высохших мелких озёр, склоны и более или менее выровненные участки, что создаёт условия для ландшафтного подхода в распределении малых форм зелёного строительства. В настоящее время здесь на основной площади, кроме зарослей кустарниковой ивы, редкотравных, в ложбине, располагаются лесные сообщества сложного смешанного породного состава (берёза, сосна, лиственница, ель, тополь) с достаточно развитым подлеском из разных видов кустарников и редким травяным ярусом, в котором преобладают сорные растения. Весь этот участок запущен и захламлён. За забором, отделяющим Университетскую рощу от корпусов медицинского университета, размещены молодые насаждения сосны обыкновенной и сибирского кедра.
Западная часть рощи, напротив второго корпуса ТГУ, спланирована довольно хорошо, здесь размещаются посадки древесно-кустарниковых насаждений (различных видов тополей и клёнов — татарского, гиннала) с фрагментами луговых сообществ и озеленяемой рабаткой.

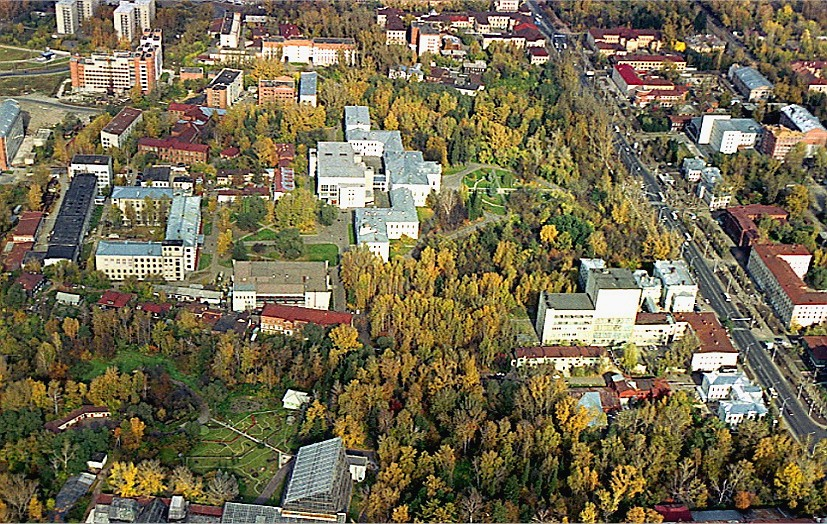
Университетская роща, вид сверху.

## Фауна
- Большая синица
- Мухоловка-пеструшка
- Домовый воробей
- Скворец
- Сизый голубь
- Белопоясничный стриж
- Сова
- Полевая мышь
- Белка

## Летопись
- 1884 — Городская берёзовая роща была огорожена: на востоке (по Садовой улице) — металлической и деревянной (вдоль ботанического участка) решёткой на 241 кирпичном столбе, с задней и боковых сторон — частью дощатыми заборами, частью бревенчатыми палями (в низине, затопляемой весенними разливами реки Томи). Вдоль ограды был выложен тротуар.
- 1885 — томским ботаником Порфирием Никитичем Крыловым была заложена Университетская роща.
- 1885 — инженером Ренкулем сооружён фонтан с искусственным бассейном перед фасадом главного корпуса Университета. Крыловым был разбит сквер вокруг фонтана.
- 1887 — по сторонам центрального сквера, около фонтана, к открытию университета были установлены две каменные скульптуры — надгробные памятники-портреты древнетюркских вождей VI—IX веков. Они были доставлены Т. Д. Флоринским из Семиречья (район озера Балхаш).
- 1891 — построен деревянный мост через реку Еланка.
- 1905 — состоялся один из студенческих митингов, который был проведён томскими большевиками.
- 1909 — построен каменный мост через реку Медичку (Еланку) по проекту архитектора А. Д. Крячкова.
- 1950 — установлен памятник П. Н. Крылову.
- 1958 — торжественное открытие памятника учёному, путешественнику, общественному деятелю и почётному гражданину Томска Г. Н. Потанину.
- 1967 — открыт памятник студентам и сотрудникам университета, погибшим во время Великой Отечественной войны.
- 1971 — установлен памятник П. Н. Крылову и Л. П. Сергиевской (автор — С. И. Данилин).
- 1977 — установлен памятник В. В. Куйбышеву, революционеру, проучившемуся на юридическом факультете университета с осени 1909 года по начало 1910 года.
- 1986 — установлена Памятная стена с именами погибших в Великой Отечественной войне студентов и сотрудников ТГУ.
- 2011 — посажена кедровая аллея.

## Университетская роща и город
За последние несколько лет[уточнить] в роще проведены серьёзные благоустроительные работы: аккуратно подрезаны зелёные насаждения, приведены в порядок клумбы и газоны на центральной аллее, облагорожен въезд около научной библиотеки университета. Сейчас[когда?] за Университетской рощей налажен постоянный уход силами специального подразделения — службы рощи. В 2007 году роща стала победителем городского конкурса по благоустройству «Томский дворик» — была признана самой благоустроенной территорией учреждения образования.
На территории рощи расположены учебные корпуса и другие здания томских вузов — ТГУ и СибГМУ, когда-то бывших единым целым (университет был открыт в составе единственного факультета — медицинского, который в 1930 году выделился в Томский медицинский институт (нынешний СибГМУ). В 1990-х годах состоялся раздел территории рощи между этими университетами, в результате чего в роще появился забор, разделяющий территории двух вузов.

## Аллея первокурсников
В 2004 году у первокурсников ТГУ появилась традиция — посадка деревьев в Университетской роще в один из сентябрьских дней. Число посаженных деревьев выбирается по числу факультетов в Томском государственном университете. Так возникли сад первокурсников рядом с рекой Медичкой, аллея первокурсников (в 2008 году).
Сажали аллею первокурсники от каждого факультета. Яблони, берёза, рябина, черёмуха и т. д. подобраны в строгом соответствии с дендрологическим планом. Располагается аллея вдоль пешеходной аллеи, соединяющей территорию ТГУ и СибГМУ. Кстати, изначально была идея объединиться и продолжить Аллею Первокурсников на территорию медуниверситета, но медики идею не поддержали. Представители от каждого факультета садили по одному деревцу. Около дерева позже должна появиться именная табличка.

## Памятники университетской рощи
В роще находится несколько памятников: памятник студентам и сотрудникам университета, погибшим во время Великой Отечественной войны, памятник Потанину, Памятник Крылову и Сергиевской. Сама роща является памятником природы.

### Каменные бабы
Всего на территории Университетской рощи находилось четыре каменных бабы: привезённая из города Верный (сейчас — Алма-Ата) — в южной части рощи; идол, привезённый из Каркаралинска был размещён в северной части рощи; третья каменная баба, переданная в археологический музей университета, была привезена из селения Бахты (Восточный Казахстан) на границе с округом Чугучак (Западный Китай); четвёртый идол был привезён профессором В. В. Сапожниковым из экспедиции на Алтай. Каменная баба, привезённая из Каркаралинска, была случайно разбита и от неё оставалась лишь верхняя часть, вкопанная по плечи в землю. А погодные условия уничтожили черты лица каменной фигуры. Каменная баба, привезённая из Алма-Аты, была разбита в ходе ремонтных работ, проводимых на территории университета, в 1986 году автомобилем, перевозившим строительные материалы (по другим данным — в 1975 году — снегоуборочной техникой). После этого, разрушенную статую на долгие годы поместили в университетский подвал, а в июне 2016 года отреставрировали и вернули на прежнее место.

### Мостик через Медичку

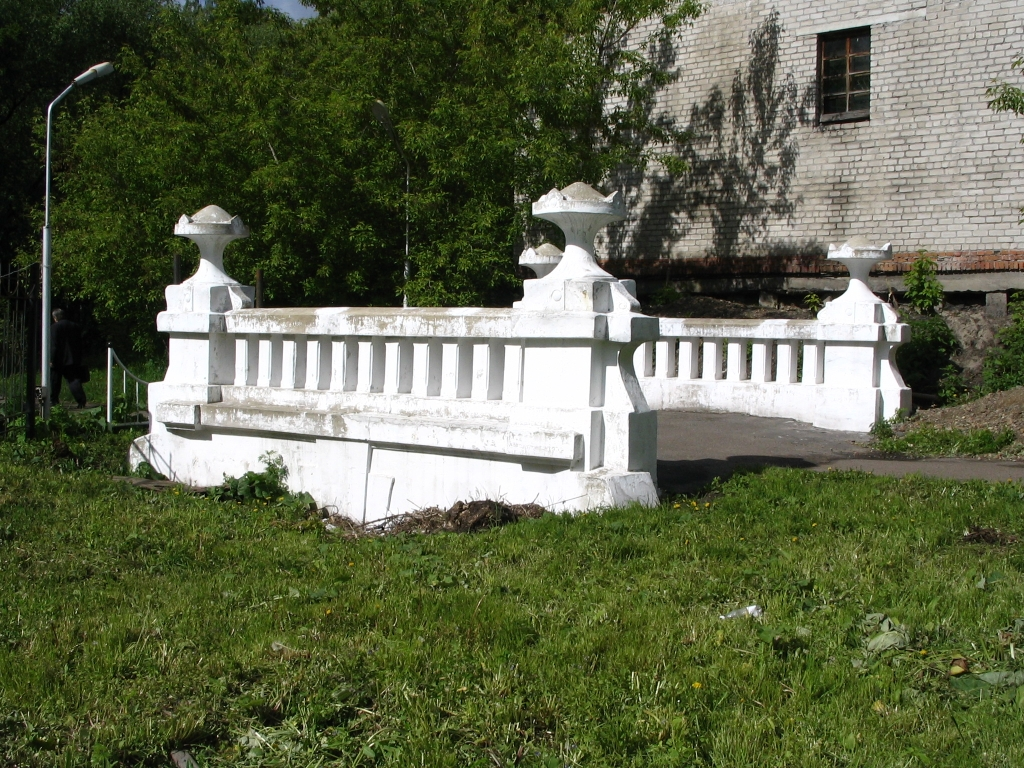
Мостик через Медичку в наши дни.

Мостиков в Университетской роще когда-то было три, и все они были деревянные.
Мостик через Медичку — небольшой каменный мост, расположенный в северной части университетской рощи. Он был построен в 1909 году архитектором Андреем Крячковым в стиле модерн. Мостик пролегал через небольшую речку — Медичку, или Еланку и создавался для пересечения реки пешеходами. Для его создания использовались новейший для того времени материал — железобетон. В ходе строительства речка была захвачена в железобетонную трубу, закопанную в землю на глубину около трёх метров. Со временем река пересохла, русло реки заболотилось и окончательно исчезло. Но мостик в роще остался и теперь выполняет только декоративную функцию, украшая рощу.
После разделения Университетской рощи железным забором между ТГУ и СибГМУ, мост оказался заблокирован с одной стороны: в заборе, перегородившем мост со стороны ТГУ, не была сделана калитка, но потом оплошность была исправлена — на подходе к мостику в заборе был сделан проход и установлена калитка. Тем не менее, территория, непосредственно прилегающая к клиникам СибГМУ, позднее была объявлена режимной и все калитки, через которые можно было попасть в северную часть рощи, были закрыты.

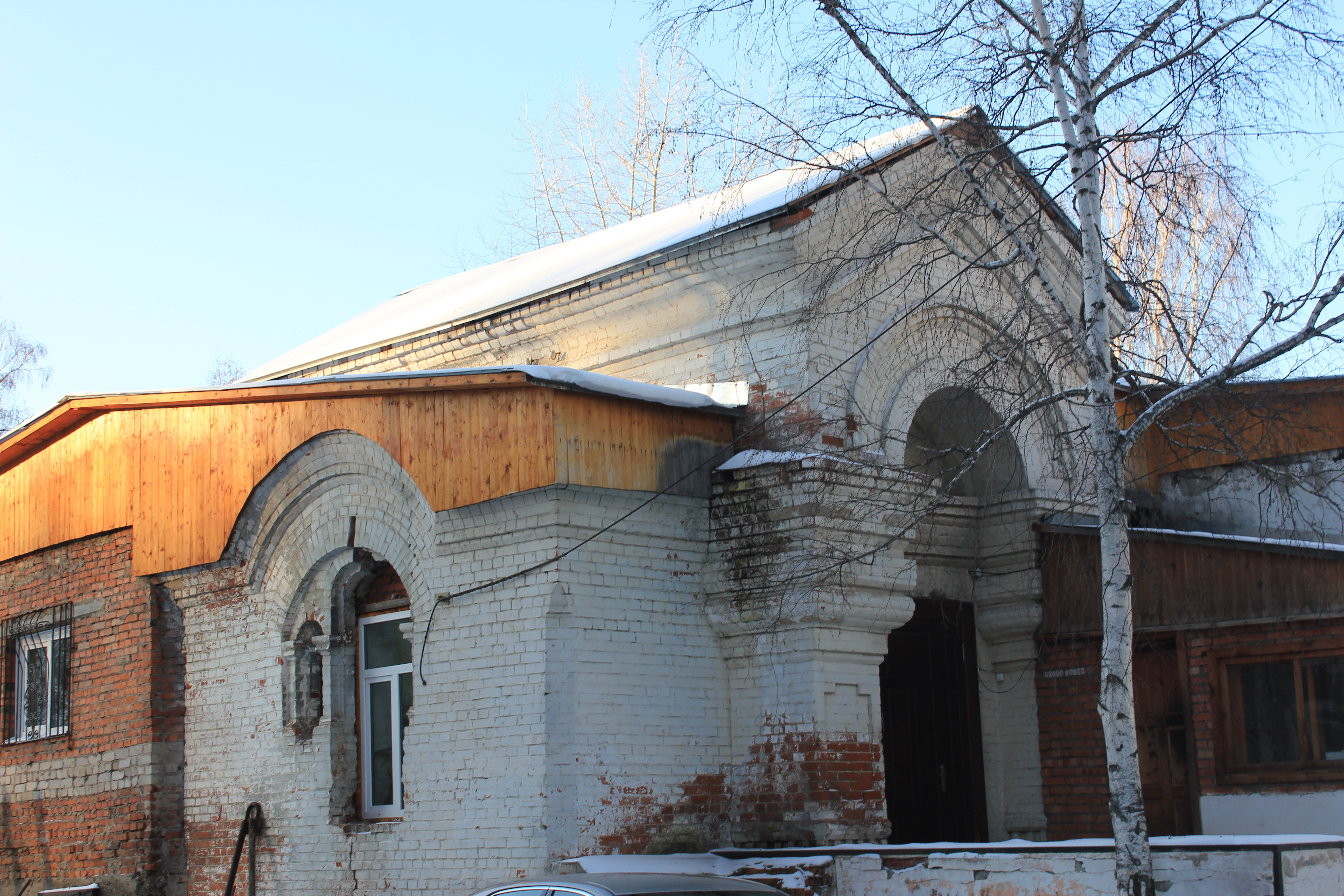
Каменная мемориальная часовня. Наши дни.

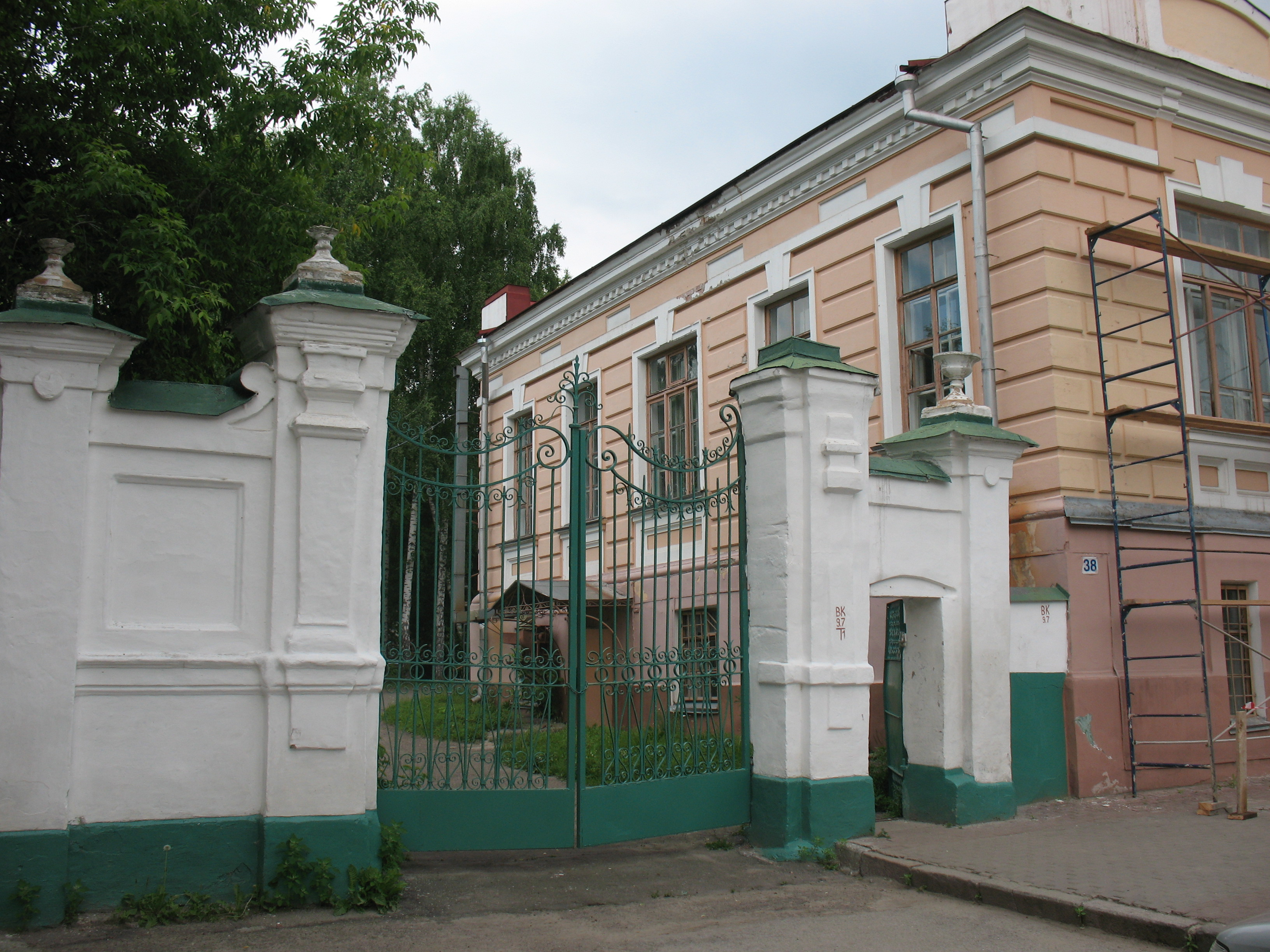
Северные ворота в рощу. Вид со стороны проспекта Ленина.

### Часовни
На территории рощи существовало две часовни. Первая была построена под Руководством Н. А. Ренкуля над «Святым ключом» — одним из многочисленных ключей рощи, который был специально освящён. Это была небольшая деревянная часовня, внутри которой располагалось несколько икон, и студенты, преподаватели, а также местные жители брали здесь питьевую воду. Эта деревянная часовня не сохранилась.
Вторая часовня — каменная, была построена летом 1888 года по проекту архитектора Э. И. Жибера как пристройка к старому корпусу анатомического института и использовалась для хранения анатомических материалов. В частности, в подвале часовни был оборудован специальный ледник. Сейчас каменная часовня является диспетчерской гаража и находится в крайне запущенном состоянии.

### Несохранившиеся памятники
Первый в Томске фонтан был установлен перед зданием Императорского университета ещё в XIX веке и действовал вплоть до 1970-х годов. В проекте строительства университета фонтана не было, но он был воздвигнут строителями под руководством инженера Ренкуля безвозмездно.
Позднее, в 1930-е годы, перед главным корпусом был воздвигнут памятник И. В. Сталину. Он стоял за фонтаном, ближе к фасаду корпуса. Был в роще и ещё один памятник Сталину, сидящему на скамейке в компании Ленина. Оба эти памятника были снесены после развенчания культа личности Сталина.

Фонтан перед главным корпусом ТГУ. Ныне снесен.

Памятник В. В. Куйбышеву. Ныне снесён.

Фонтан был демонтирован в 1977 году, а на его месте возведён памятник В. В. Куйбышеву. Массивная фигура героя революции была выполнена в сером граните; одна нога была заметно короче другой, руки — с распрямлёнными ладонями скрещены за спиной. Зимой из-за налипания снега памятник приобретал весьма колоритный вид — на голове появлялась «папаха», а на плечах возникало подобие бурки. Памятник страдал от вандализма: по воспоминаниям очевидцев, брюки фигуры раскрашивали краской, иногда изображались различные «лейблы». Особенно участились подобные случаи порчи памятника в 1990-е годы, в конце концов он был расколот, и в 1996 году его убрали (по другим данным, памятник демонтировали в 1994 году). Сейчас на этом месте разбит цветник.
Белые чаши на постаментах также не всегда располагались на своём современном месте. Изначально пьедесталы служили опорой двум фигурам — «Девушке с мячом» и «Юноше с диском». Они появились перед фасадом университета в 1950-х годах, а затем были заменены на более скромные вазоны, куда в настоящее время высаживают цветы.

### Памятник Г. Н. Потанину (1835 −1920)

Памятник Г. Н. Потанину

25 июня 1958 г. в Университетской роще был открыт памятник Григорию Николаевичу Потанину, установленный на могиле учёного.
Григорий Николаевич — этнограф, политик, журналист, человек разносторонний и намного опередивший своё время. Учёный совершил ряд экспедиций в Сибирь и Центральную Азию и внёс огромный вклад в изучение флоры, фауны, этнографии этих районов.
С 1902 года Потанин жил в Томске. Этот город стал ему вторым домом. Из многочисленных поездок и экспедиций Григорий Николаевич возвращался именно через Томск. Здесь жили его друзья, здесь он читал лекции в гимназиях, организовывал множество кружков и способствовал открытию Томского университета.
В начале XX века Григорий Николаевич выступал за создание Сибирской областной думы, а уже в 1918 году он стал её депутатом. В этом же году ему было присвоено звание почётного гражданина Сибири.
После смерти Потанину было присвоено звание почётного гражданина г. Томска и поставлен памятник в роще ТГУ. Бюст работы скульптора С. И. Данилина был установлен над останками учёного, которые были перенесены со старого Преображенского кладбища в Университетскую рощу в 1956 году.

### Памятник П. Н. Крылову (1850—1931) и Л. П. Сергиевской (1897—1970)

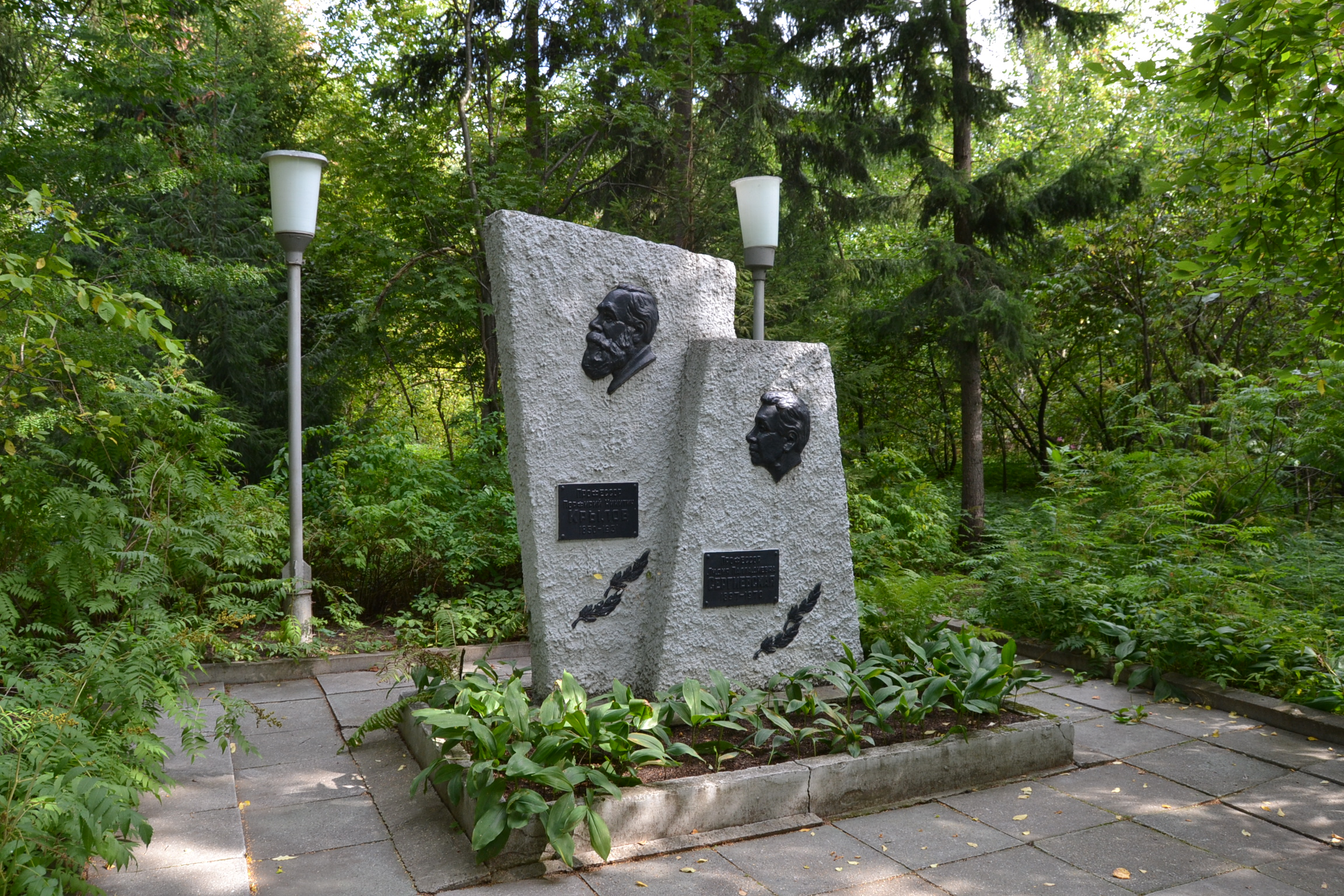

На территории ботанического сада находятся могилы двух выдающихся учёных-ботаников — Порфирия Никитича Крылова, основателя Сибирского ботанического сада, и Лидии Палладиевны Сергиевской. П. Н. Крылов изначально был захоронен на Преображенском кладбище в 1931 году. Но по особому ходатайству Томского государственного университета и лично его ученицы — Л. П. Сергиевской, проработавшей с ним последние 10 лет его жизни, при ликвидации Преображенского кладбища в 1950 году прах П. Н. Крылова был перезахоронен в Ботаническом саду.
После смерти П. Н. Крылова Л. П. Сергиевская в течение 40 лет заведовала знаменитым гербарием Крылова и завершила начатое П. Н. Крыловым издание «Флоры Западной Сибири». После её смерти в 1970 году по ходатайству университета Л. П. Сергиевская была захоронена на территории Ботанического сада рядом с могилой П. Н. Крылова. В 1973 году на этой могиле были установлены барельефы П. Н. Крылова и Л. П. Сергиевской работы скульптора С. И. Данилина.

### Памятник павшим в ВОВ Сотрудникам и студентам ТГУ
9 мая 1967 года в роще был открыт памятник студентам и сотрудникам университета, погибшим во время Великой Отечественной войны. Он установлен на средства коллектива ТГУ. Памятная стела с именами погибших содержала 52 имени, а в 1986 году список был расширен до 151 имени, и продолжает пополняться.
Памятник павшим был установлен на месте другого монумента — скамейки со скульптурами беседующих Ленина и Сталина.

### Мемориальные доски
- На здании третьего учебного корпуса 29 марта 1994 года была открыта мемориальная доска в память об А. И. Данилове — учёном-историографе и медиевисте, основателе кафедры истории древнего мира и средних веков, ректоре ТГУ в 1961—1967 гг. С 1967 г. до конца жизни министр просвещения РСФСР.
- Мемориальная доска в честь А. Д. Колмакова установлена на здании НИИ прикладной математики и механики. Анатолий Дмитриевич Колмаков — основатель (1968) и первый директор НИИ ПММ (1968—1988).
- Мемориальная доска В. А. Пегелю установлена на здании НИИ биологии и биофизики при ТГУ. Владимир Антонович Пегель — основатель и первый директор этого НИИ, профессор кафедры физиологии животных.

## В художественной литературе
Роман Тамары Калёновой «Университетская роща» в художественной форме рассказывает историю создания первого вуза Сибири.